# La Coulée
Pour les articles homonymes, voir La Coulée (homonymie).
La Coulée est un hameau du secteur Saint-Luc-de-Matane de la ville de Matane en Matanie, au Bas-Saint-Laurent, sur la péninsule gaspésienne dans l'est du Québec.